# Ryusei Sugano
Ryusei Sugano (菅野 隆星 Sugano Ryusei?), född 3 november 2002 i Nara prefektur, är en japansk fotbollsspelare.
Sugano började sin karriär 2020 i Gamba Osaka.